# Billy Hughes (calciatore 1865-1919)
William Hughes, meglio conosciuto con i nomi Billy o Billie (Liverpool, 1865 – Liverpool, 14 novembre 1919), è stato un calciatore gallese, di ruolo difensore.

## Carriera

### Club
Dopo aver giocato nell'Oakfield Rovers, Hughes divenne il capitano del Bootle nella Second Division 1892-1893, chiusa all'ottavo posto finale. Dopo il fallimento del club, venne ingaggiato nel settembre 1893 dal Liverpool, con cui giocò un unico incontro il 3 febbraio 1894, ovvero la vittoria per 4-0 contro il Northwich Victoria. Grazie a quell'unica presenza vince la Second Division 1893-1894, ottenendo la promozione in massima serie.
Lasciato il calcio giocato lavorò nella White Star Company; il 14 novembre morì in un incidente guidando un sidecar.

### Nazionale
Hughes ha giocato tre incontri nel Torneo Interbritannico con la nazionale gallese. 

#### Cronologia presenze e reti in Nazionale
| Cronologia completa delle presenze e delle reti in nazionale ― Galles | Cronologia completa delle presenze e delle reti in nazionale ― Galles | Cronologia completa delle presenze e delle reti in nazionale ― Galles | Cronologia completa delle presenze e delle reti in nazionale ― Galles | Cronologia completa delle presenze e delle reti in nazionale ― Galles | Cronologia completa delle presenze e delle reti in nazionale ― Galles | Cronologia completa delle presenze e delle reti in nazionale ― Galles | Cronologia completa delle presenze e delle reti in nazionale ― Galles |
| Data                                                                  | Città                                                                 | In casa                                                               | Risultato                                                             | Ospiti                                                                | Competizione                                                          | Reti                                                                  | Note                                                                  |
| --------------------------------------------------------------------- | --------------------------------------------------------------------- | --------------------------------------------------------------------- | --------------------------------------------------------------------- | --------------------------------------------------------------------- | --------------------------------------------------------------------- | --------------------------------------------------------------------- | --------------------------------------------------------------------- |
| 7-3-1891                                                              | Sunderland                                                            | Inghilterra                                                           | 4 – 1                                                                 | Galles                                                                | Torneo Interbritannico 1891                                           | -                                                                     |                                                                       |
| 27-2-1892                                                             | Wrexham                                                               | Galles                                                                | 1 – 1                                                                 | Irlanda                                                               | Torneo Interbritannico 1892                                           | -                                                                     |                                                                       |
| 26-3-1892                                                             | Edimburgo                                                             | Scozia                                                                | 6 – 1                                                                 | Galles                                                                | Torneo Interbritannico 1892                                           | -                                                                     |                                                                       |
| Totale                                                                |                                                                       | Presenze                                                              | 3                                                                     |                                                                       | Reti                                                                  | 0                                                                     |                                                                       |

## Palmarès

### Competizioni nazionali
- Second Division: 1

Liverpool: 1893-1894